# Jordy Douglas
Pour les articles homonymes, voir Jordy (homonymie) et Douglas.
Jordy Paul Douglas (né le 20 janvier 1958 à Winnipeg au Canada) est un joueur professionnel de hockey sur glace.

## Carrière
Il commence sa carrière en jouant dans la Ligue de hockey de l'Ouest avec les Bombers de Flin Flon en 1975 et y joue pendant trois saisons. Au cours de la saison 1977-1978, il totalise 116 points et 60 buts - septième meilleur buteur de la saison.
Au cours de l'été qui va suivre, il est choisi lors de la cinquième ronde du repêchage amateur de la Ligue nationale de hockey par les Maple Leafs de Toronto. 81e joueur choisi, il va décider de ne pas rejoindre la LNH mais signe son premier contrat professionnel avec les Whalers de la Nouvelle-Angleterre, franchise de l'Association mondiale de hockey.
Pour sa première saison dans l'AMH, il joue 51 match pour six buts et dix passes décisives et évolue aux côtés de Gordie Howe. Il fait également ses débuts, cette année, dans la Ligue américaine de hockey avec les Indians de Springfield. Lorsque les Whalers rejoignent la LNH à la fin de la saison de l'AMH, il suit son équipe même si dans un premier temps les Maple Leafs ont tenté de le récupérer.
Il devient joueur titulaire de l'équipe et au mois de mars, il inscrit 4 buts lors d'un même match, record de la franchise. Depuis Ron Francis est le seul joueur de la franchise à avoir réussi la même performance.
En octobre 1982, il est échangé avec un choix de cinquième du repêchage d'entrée dans la LNH de 1984 aux North Stars du Minnesota en retour de Mark Johnson et Kent-Erik Andersson mais ne réussissant pas à s'imposer avec les North Stars, il rejoint au cours de la saison 1983-1984 les Jets de sa ville natale à la suite d'un échange le 12 janvier 1984 contre Tim Trimper. Encore une fois, il ne parvient pas à s'imposer et va jouer ses deux dernières saisons professionnelles en Europe avec l'équipe Ilves Tampere de la SM-liiga de Finlande. Au cours d'un match de janvier 1986, il réalise la performance de marquer cinq buts au cours du même match, premier joueur non-finlandais à réaliser cet exploit dans la SM-liiga.

## Statistiques
Pour les significations des abréviations, voir Statistiques du hockey sur glace.
| Saison     | Équipe                            | Ligue      |     | Saison régulière | Saison régulière | Saison régulière | Saison régulière | Saison régulière |    | Séries éliminatoires | Séries éliminatoires | Séries éliminatoires | Séries éliminatoires | Séries éliminatoires |
| Saison     | Équipe                            | Ligue      | PJ  | B                | A                | Pts              | Pun              | PJ               | B  | A                    | Pts                  | Pun                  |                      |                      |
| 1975-1976  | Bombers de Flin Flon              | LHOu       | 72  | 12               | 22               | 34               | 48               | -                | -  | -                    | -                    | -                    |                      |                      |
| 1976-1977  | Bombers de Flin Flon              | LHOu       | 59  | 40               | 23               | 63               | 71               | -                | -  | -                    | -                    | -                    |                      |                      |
| 1977-1978  | Bombers de Flin Flon              | LHOu       | 71  | 60               | 56               | 116              | 131              | 17               | 14 | 22                   | 36                   | 20                   |                      |                      |
| 1978-1979  | Indians de Springfield            | LAH        | 26  | 7                | 9                | 16               | 21               | -                | -  | -                    | -                    | -                    |                      |                      |
| 1978-1979  | Whalers de la Nouvelle-Angleterre | AMH        | 51  | 6                | 10               | 16               | 15               | 10               | 4  | 0                    | 4                    | 23                   |                      |                      |
| 1979-1980  | Whalers de Hartford               | LNH        | 77  | 33               | 24               | 57               | 39               | -                | -  | -                    | -                    | -                    |                      |                      |
| 1980-1981  | Whalers de Hartford               | LNH        | 55  | 13               | 9                | 22               | 29               | -                | -  | -                    | -                    | -                    |                      |                      |
| 1981-1982  | Whalers de Binghamton             | LAH        | 2   | 0                | 0                | 0                | 0                | -                | -  | -                    | -                    | -                    |                      |                      |
| 1981-1982  | Whalers de Hartford               | LNH        | 30  | 10               | 7                | 17               | 44               | -                | -  | -                    | -                    | -                    |                      |                      |
| 1982-1983  | North Stars du Minnesota          | LNH        | 68  | 13               | 14               | 27               | 30               | 5                | 0  | 0                    | 0                    | 2                    |                      |                      |
| 1983-1984  | North Stars du Minnesota          | LNH        | 14  | 3                | 4                | 7                | 10               | -                | -  | -                    | -                    | -                    |                      |                      |
| 1983-1984  | Jets de Winnipeg                  | LNH        | 17  | 4                | 2                | 6                | 8                | 1                | 0  | 0                    | 0                    | 2                    |                      |                      |
| 1984-1985  | Canadiens de Sherbrooke           | LAH        | 53  | 23               | 21               | 44               | 16               | -                | -  | -                    | -                    | -                    |                      |                      |
| 1984-1985  | Jets de Winnipeg                  | LNH        | 7   | 0                | 2                | 2                | 0                | -                | -  | -                    | -                    | -                    |                      |                      |
| 1985-1986  | Ilves Tampere                     | SM-liiga   | 36  | 36               | 13               | 49               | 51               | -                | -  | -                    | -                    | -                    |                      |                      |
| 1986-1987  | Ilves Tampere                     | SM-liiga   | 31  | 7                | 5                | 12               | 42               | -                | -  | -                    | -                    | -                    |                      |                      |
| Totaux AMH | Totaux AMH                        | Totaux AMH | 51  | 6                | 10               | 16               | 15               | 10               | 4  | 0                    | 4                    | 23                   |                      |                      |
| Totaux LNH | Totaux LNH                        | Totaux LNH | 268 | 76               | 62               | 138              | 160              | 6                | 0  | 0                    | 0                    | 4                    |                      |                      |